# Intérieur (Degas)
Pour les articles homonymes, voir Intérieur et Viol (homonymie).
Intérieur ou Le Viol (dénomination réfutée par le peintre) est un tableau peint par Edgar Degas entre 1868 et 1869. Il mesure 81,3 cm de haut sur 114,3 cm de large. Il est conservé au Philadelphia Museum of Art.